# Бердяш (Зілаїрський район)
Бердя́ш (рос. Бердяш, башк. Бирҙәш) — село у складі Зілаїрського району Башкортостану, Росія. Адміністративний центр Бердяської сільської ради.
Населення — 450 осіб (2010; 465 в 2002).
Національний склад:
- чуваші — 65%
- росіяни — 30%

## Видатні уродженці
- Валетова Ніна Петрівна — російська та американська художниця.